# Game Boy Advance SP
O Game Boy Advance SP é o segundo modelo do Game Boy Advance. Foi lançado pela Nintendo em fevereiro de 2003 no Japão, e em março do mesmo ano nos Estados Unidos e na Europa. Está disponível nas cores: azul, vermelho, prata, azul metálico, rosa metálico e cinza grafite. O SP no nome da plataforma é uma abreviação para "Special".
A Nintendo preservou algumas características do modelo original como o tipo de Game Pak, e a retrocompatibilidade com os cartuchos do Game Boy e Game Boy Color.
Este modelo apresenta um novo design que é semelhante ao do DS e 3DS que possui um formato flip de concha, no qual a tela é dobrada sobre os botões, fechado, suas dimensões são 8,4 x 8,2 x 2,44 cm, o que faz que ele ocupe menos espaço e caiba facilmente no bolso, e também foi a inspiração para o modelo do Nintendo DS, além de proteger a tela de arranhões que eram um problema comum no modelo anterior. Não só o design foi modificado. Foram adicionadas outras melhorias, como a utilização de iluminação na tela (conhecida como frontlight) que permite ao usuário jogar em ambientes escuros, a tela manteve o mesmo tamanho de 2,9 polegadas. Possui um flip que permite se mover 180° (graus).
Outra evolução foi a utilização de uma bateria recarregável oficial da Nintendo que acompanha o portátil. Foi lançada uma nova versão do Game Boy Advance SP com iluminação do tipo backlight (mais eficiente que frontlight) que dispõe de duas intensidades de brilho e não pode ser desligada.
O principal (muitos acreditam ser o único) ponto negativo nesta versão do Game Boy Advance: para utilizar fones de ouvido é necessário um adaptador ou um fone de ouvido com o conector próprio para Game Boy Advance SP, que é igual ao do carregador fornecido junto com o portátil.

## Cores da unidade
- O Game Boy Advance SP tinha várias cores e edições limitadas.

- All Blacks (somente na Nova Zelândia)
- Kyogre Azul
- Azul Cobalto
- Vermelho Chama
- Edição de Aniversário do Famicom 20º Aniversário
- Dourado com Zelda Triforce
- Grafite
- Verde e Laranja (Edição Limitada)
- Rayquaza Verde
- Venusaur Verde
- Prata do Reino (Edição Kingdom Hearts: Chain of Memories)
- Mario
- Preto NES (apenas no Reino Unido e EUA como edição limitada)
- Preto Ônix
- Azul Pérola
- Verde Pérola
- Rosa Pérola
- Branco Pérola (Edição Limitada)
- Amarelo Pikachu
- Platina
- Platina e Ônix (Edição Limitada)
- Groudon Vermelho
- Branco Neve
- Tempero e Lima
- Ouro da Luz das Estrelas (Exclusivo Toys R Us)
- SpongeBob
- Azul Surfe (apenas no Reino Unido)
- Laranja Torchic
- Tribal
- Edição especial Rip Curl branca (apenas na Austrália)
- "Quem é Você?" (Preto com "Quem é Você?" impresso na parte superior)

## Vendas
Em 30 de junho de 2009, a série Game Boy Advance vendeu 81,48 milhões de unidades em todo o mundo, sendo que 43,52 milhões são unidades do Game Boy Advance SP.